# Геминден на Мајни
Геминден на Мајни (њем. Gemünden am Main) град је у њемачкој савезној држави Баварска. Једно је од 40 општинских средишта округа Мајна-Шпесарт. Према процјени из 2010. у граду је живјело 10.818 становника. Посједује регионалну шифру (AGS) 9677131.

## Географски и демографски подаци
Геминден на Мајни се налази у савезној држави Баварска у округу Мајна-Шпесарт. Град се налази на надморској висини од 160 метара. Површина општине износи 75,1 km². У самом граду је, према процјени из 2010. године, живјело 10.818 становника. Просјечна густина становништва износи 144 становника/km².

## Међународна сарадња
| Мјесто | Држава    | Врста сарадње | Од    |
| ------ | --------- | ------------- | ----- |
| Дујвен | Холандија | партнерство   | 1988. |
| Налс   | Италија   | контакт       | 1965. |
| Извор  |           |               |       |